# Carbono-carbono
Carbono-carbono é um material compósito de carbono reforçado com camadas de fibras de carbono.

## Características do material

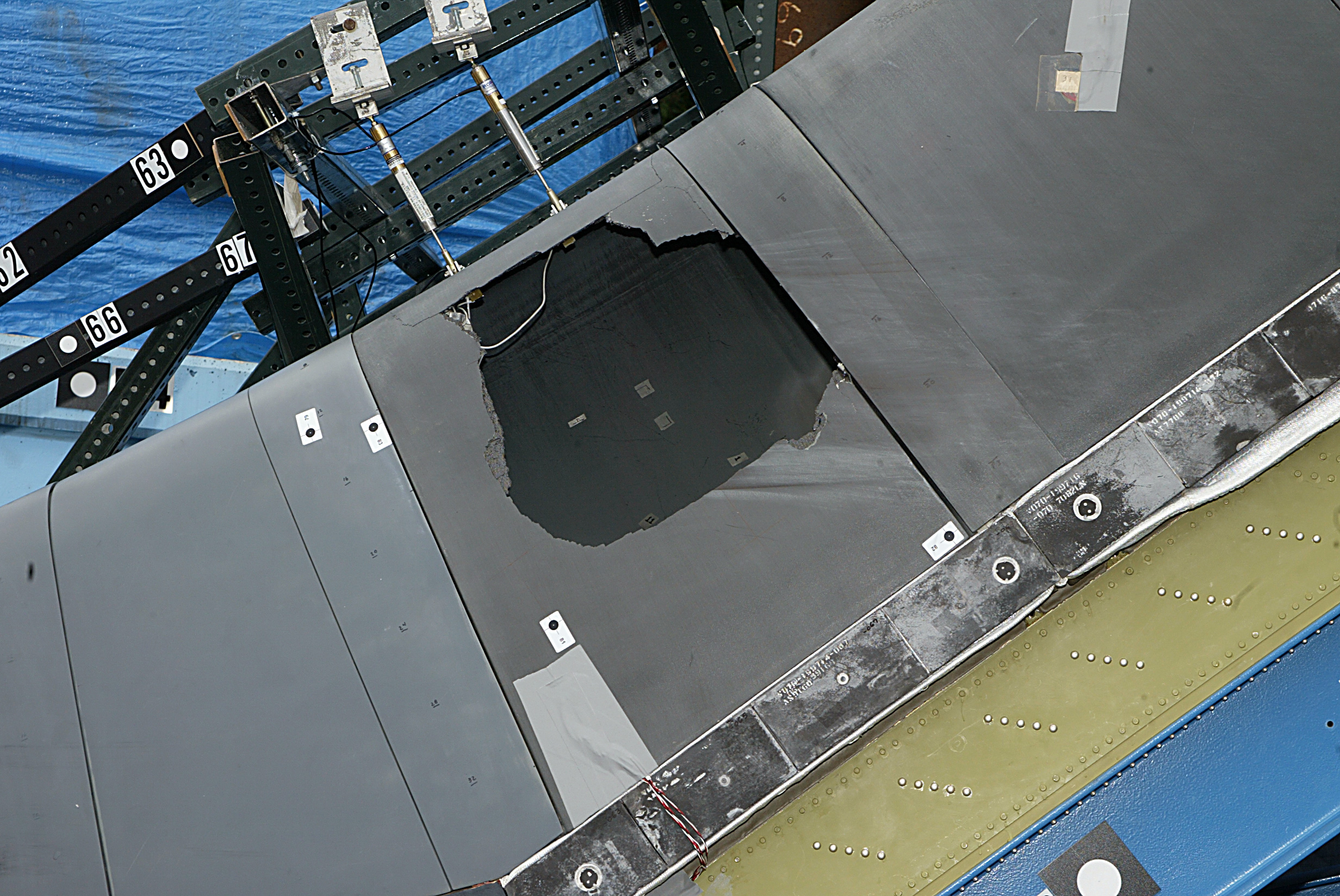
Teste executado pela NASA para verificação de danos causados por impactos em placas de carbono-carbono

O carbono-carbono é um material com boas características termo-estruturais, apresentando baixo peso,  grande resistência mecânica, significativa capacidade de isolamento térmico e elevada resistência à abrasão. O material apresenta a possibilidade de ser moldável em diferentes formatos conforme a necessidade de utilização.
Além das características anteriormente descritas, é digno de destaque que este material apresenta a capacidade de suportar exposição à altíssimas temperaturas sem sofrer alterações em suas propriedades.

### Obtenção
O processo de fabricação de placas de carbono-carbono normalmente envolve impregnação de  piches e resinas com fibras de carbono.

## Utilização
Em decorrência de suas características o material mostra-se de extrema utilidade para a indústria aeroespacial, sendo utilizado em partes críticas de motores de foguetes, mísseis e como escudo térmico de espaçonaves.
A sonda Parker Solar Probe faz uso desse material em seu escudo térmico, o que lhe permite passar por dentro da corona do Sol.